# Baie de San Francisco
La baie de San Francisco (en anglais : San Francisco Bay) se situe sur la côte ouest des États-Unis dans l'État de Californie. Elle est un estuaire peu profond dans lequel débouchent des eaux drainant approximativement 40 % de la Californie, provenant notamment des fleuves Sacramento et San Joaquin prenant source dans la chaîne de la Sierra Nevada avant de se jeter dans l'océan Pacifique.
Plus précisément, ces deux fleuves débouchent dans la baie Suisun, qui donne sur le détroit de Carquinez pour rejoindre la Napa River à l'entrée de la baie de San Pablo, qui est elle-même connectée au sud à la baie de San Francisco, mais l'ensemble de ces baies est en général désigné comme « la baie de San Francisco ».

## Superficie
On estime que la baie couvre une superficie comprise entre 1 040 et 4 160 km2, la différence entre les deux données correspondant aux sous-baies, estuaires, marécages et autres ensembles qui la bordent.
La partie principale de la baie mesure de 5 à 20 km de large de l'est à l'ouest et entre 77 et 97 km du nord au sud. La difficulté principale qui empêche d'obtenir des mesures précises est que les marécages et certains îlots de la baie sont remblayés au fil du temps pour permettre leur aménagement.

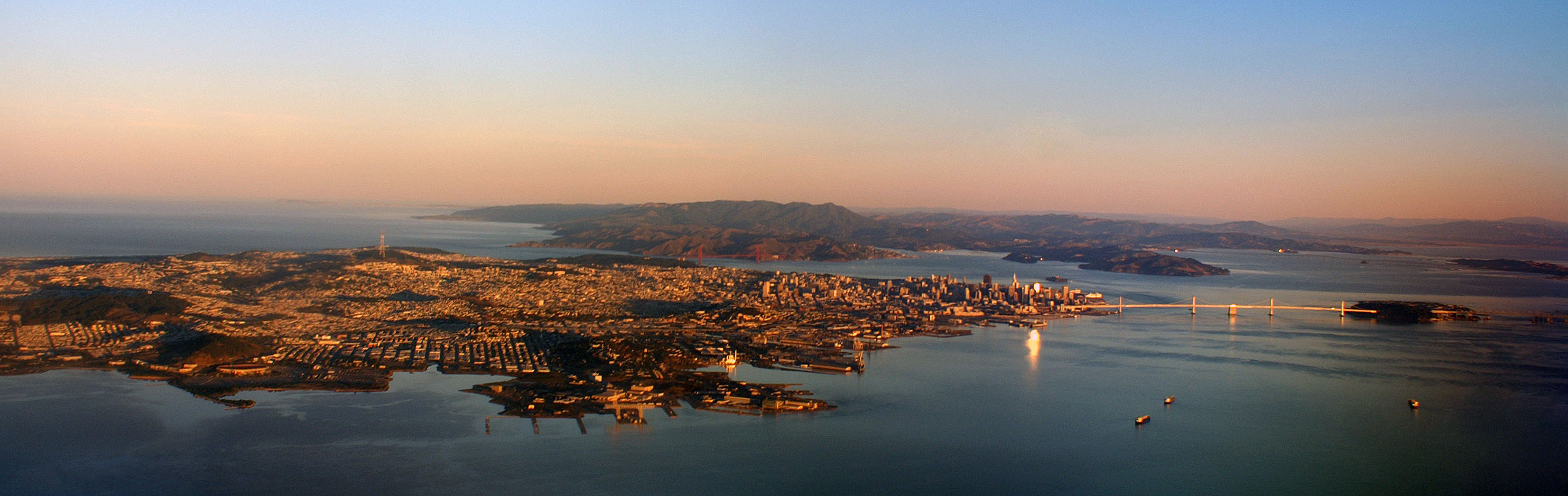
Vue sur le nord de la baie de San Francisco.

## Rôle historique

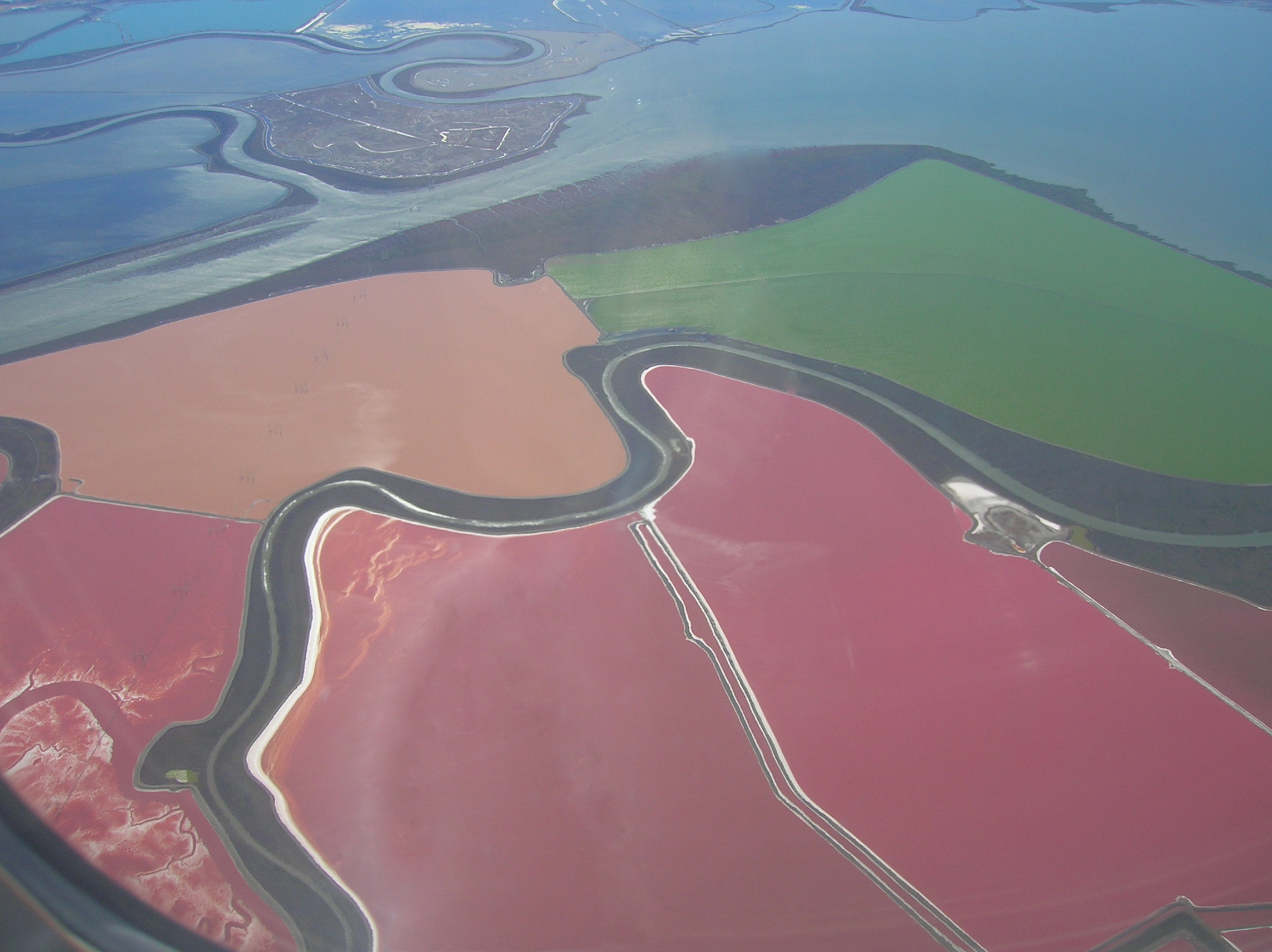
Vue aérienne des marais salants dans la baie de San Francisco.

La baie de San Francisco joue un rôle historique important dans l'histoire des États-Unis. Ainsi, en 1849, au début de la ruée vers l'or en Californie, 40 000 personnes arrivent par bateau dans la baie, contribuant à l'émergence de la Californie en tant que centre économique majeur des États-Unis.

## Écologie

La mission Copernicus Sentinel-2 nous emmène au-dessus de la baie de San Francisco. La résolution de cette image est de 10 m. Les zones urbaines densément peuplées qui entourent la baie contrastent fortement avec les forêts vertes et les parcs environnants. En haut à droite de l'image, on peut voir le delta des fleuves Sacramento et San Joaquin, dont les eaux brunes chargées de sédiments se déversent dans la baie de San Pablo. Ici, les eaux sombres se mélangent avant de se déverser dans la grande baie, qui est reliée à l'océan Pacifique par le détroit du Golden Gate. On peut voir un grand panache de sédiments se dirigeant vers l'ouest dans le Pacifique à gauche de l'image. Le pont du Golden Gate, long d'environ 2,7 km, est visible en traversant l'ouverture de la baie sur l'océan Pacifique entre le comté de Marin et la ville de San Francisco, que l'on peut voir à la pointe de la péninsule sud au centre de l'image. On peut aussi voir Treasure Island, Angel Island et l'île d'Alcatraz sortir des eaux de la baie, avec plusieurs ponts reliant ses rives est et ouest. Plusieurs bateaux sont également visibles. Les couleurs vert et jaune vifs en bas à droite de l'image sont des étangs salés et font partie du Don Edwards San Francisco Bay National Wildlife Refuge. Cette image est prise le 25 janvier 2019.

La baie de San Francisco, zone d'eau mélange d'eau de mer et d'eau douce, possède de nombreuses espèces marines vivant dans la baie, aussi bien endémiques que de passage, notamment en requins. 
La baie accueille dans ses eaux des requins léopards ainsi que des requins grisets ou des grands requins blancs. On observe également le passage de requins pèlerins. Jusqu'à récemment, on pensait que les eaux de la baie n'accueillaient pas de grands requins blancs car les scientifiques n'en avaient fait aucune observation.
Treize carcasses de baleines sont retrouvées sur les plages de la baie durant les cinq premiers mois de l'année 2019. Elles auraient souffert de sous-nutrition en raison de la raréfaction de leur nourriture dans l'Arctique.

## Ponts

Carte des ponts de la baie.

La Baie de San Francisco est enjambée par cinq ponts routiers : 
- Le Golden Gate Bridge
- Le Richmond-San Rafael Bridge
- Le San Francisco-Oakland Bay Bridge
- Le Hayward-San Mateo Bridge
- Le Dumbarton Bridge

Un pont ferroviaire enjambe la baie :
- Le Dumbarton Rail Bridge

## Îles
La baie de San Francisco comporte de nombreuses îles, dont :
- Alameda
- Alcatraz
- Angel Island, la plus grande île de la baie
- Bair Island
- Bird Island
- Brooks Island
- Brother Islands :
  - East Brother Island
  - West Brother Island
- Coast Guard Island
- Marin Islands :
  - East Marin Island
  - West Marin Island
- Rat Rock
- Red Rock Island
- Treasure Island
- Yerba Buena Island